# Ross Stores
Ross Stores, Inc. er en amerikansk kæde af discount stormagasiner. Det er den største off-price-retailer i USA, og de driver 1.523 butikker.
Ross Department Store blev først åbnet i San Bruno, Californien i 1950 af Morris "Morrie" Ross.